# ウィンガー (アルバム)
『ウィンガー』（Winger）は、アメリカ合衆国のヘヴィメタル・バンド、ウィンガーが1988年に発表した初のスタジオ・アルバム。

## 背景
当初は「サハラ」というバンド名だったが、デビュー直前に「ウィンガー」へ改名されており、本作のジャケットの右下にも「SAHARA」という文字が描かれている。ラットの諸作を手掛けたボー・ヒルがプロデュースした。「紫の煙」はジミ・ヘンドリックスのカヴァーで、この曲のギター・ソロは右チャンネルがレブ・ビーチ、左チャンネルがゲストのドゥイージル・ザッパによる。
LP及びカセットは10曲入りでリリースされ、同時期に発売されたCDには「ハイヤー&ハイヤー」がボーナス・トラックとして追加された。また、2009年に発売された日本盤再発CD(WPCR-13579)には更に2曲のボーナス・トラックが追加されており、それらのうち「ネヴァー」はイギリス盤12インチ・シングル「Heading for a Heartbreak」のカップリング曲であった。

## 反響・評価
アメリカのBillboard 200では21位に達し、1989年6月にはRIAAによってプラチナ・ディスクに認定された。本作からのシングルは「セヴンティーン」が全米26位、「ハートブレイク」が全米19位、「ハングリー」が全米85位に達した。
スティーヴ・ヒューイはオールミュージックにおいて5点満点中4.5点を付け、「紫の煙」を「唯一の失策」とする一方で「それを別とすれば、『ウィンガー』は驚くほど完成度の高いデビュー作である」と評している。

## 収録曲
特記なき楽曲はキップ・ウィンガーとレブ・ビーチの共作。
1. マデレイン - "Madalaine" - 3:41
2. ハングリー - "Hungry" - 3:58
3. セヴンティーン - "Seventeen" (Kip Winger, Reb Beach, Beau Hill) - 4:04
4. ウィズアウト・ザ・ナイト - "Without the Night" (K. Winger, R. Beach, Paul Taylor) - 5:02
5. 紫の煙 - "Purple Haze" (Jimi Hendrix) - 3:37
6. ステイト・オブ・エマージェンシー - "State of Emergency" (K. Winger, P. Taylor) - 3:35
7. タイム・トゥ・サレンダー - "Time to Surrender" - 4:09
8. ポイズン - "Poison Angel" - 3:27
9. ハンギン・オン - "Hangin' On" (K. Winger, R. Beach, B. Hill) - 3:34
10. ハートブレイク - "Headed for a Heartbreak" (K. Winger) - 5:10
11. ハイヤー&ハイヤー - "Higher and Higher" - 3:18

### 2009年再発盤ボーナス・トラック
1. ネヴァー - "Never"
2. マデレイン（BBCライヴ） - "Madalaine (BBC Live)"

## 参加ミュージシャン
- キップ・ウィンガー - ボーカル、ベース、キーボード、ストリングス・アレンジ
- レブ・ビーチ - ギター、バッキング・ボーカル
- ポール・テイラー - キーボード、バッキング・ボーカル
- ロッド・モーゲンスタイン - ドラムス、バッキング・ボーカル

アディショナル・ミュージシャン
- ドゥイージル・ザッパ - ギター(#5)
- ボー・ヒル - バッキング・ボーカル
- アイラ・マクラフリン - バッキング・ボーカル
- サンドラ・パーク - ストリングス
- レベッカ・ヤング - ストリングス
- Hae Young Ham - ストリングス
- Maria Kitsopoulos - ストリングス